# Kägelnäbbad tangara
Kägelnäbbad tangara (Conothraupis mesoleuca) är en fågel i familjen tangaror inom ordningen tättingar.

## Utseende
Kägelnäbbad tangara är en svartvit, 16 cm lång fågel. Hanen är mestadels svart med vitt på nedre delen av bröstet och buken samt vit handbasfläck. Den kraftiga men spetsiga näbben är helvit. Honan är olivbrun ovan, ljusare på bröstet och på nedre delen av bröstet och handpennorna vitbeige. Näbben är matt olivgrön.

## Utbredning och status
Fågeln förekommer enbart i sydvästra Brasilien (Goias och Mato Grosso do Sul, återupptäckt år 2003). IUCN kategoriserar arten som starkt hotad.